# Onychium tibeticum
Onychium tibeticum là một loài thực vật có mạch trong họ Adiantaceae. Loài này được Ching & S. K. Wu in C. Y. Wu miêu tả khoa học đầu tiên năm 1983.